# Сладковське
Сладко́вське (рос. Сладковское) — село у складі Слободо-Туринського району Свердловської області. Адміністративний центр Сладковського сільського поселення.
Населення — 808 осіб (2010, 898 у 2002).
Національний склад населення станом на 2002 рік: росіяни — 98 %.